# Haya Harareet
Haya Harareet (hebreu: ‏חיה הררית)  (Haifa, 20 de setembre de 1931 - Marlow, 3 de febrer de 2021) fou una actriu israeliana, també coneguda com a Haya Hararit.

## Biografia
Va iniciar la seva carrera professional a Israel, participant en pel·lícules com Hill 24 Doesn't Answer (1955). Va aconseguir rellevància internacional amb el film Ben Hur (basada en la novel·la del General Lewis Wallace), guanyadora d'onze premis Oscar de l'Acadèmia de les Arts i les Ciències Cinematogràfiques de Hollywood el 1959. Entre altres films també va protagonitzar la pel·lícula del director austroamericà Edgar G. Ulmer Journey Beneath The Desert (1961), co-protagonitzada per l'actor francès Jean-Louis Trintignant. També va co-escriure el guió de l'adaptació de la novel·la de Julian Gloag Our Mother's House (1967), protagonitzada per Dirk Bogarde. Es va casar amb el director de cinema britànic Jack Clayton fins a la seva mort el 26 de febrer de 1995. Residia a Buckinghamshire, Anglaterra.

## Filmografia
- Giv'a 24 Eina Ona (1955)
- The Doll That Took the Town (1958)
- Ben Hur (1959)
- The Secret Partner (1961)
- L'Atlantide (1961)
- The Interns (1962)
- The Last Charge (1962)
- L'ultima carica (1964)